# Тоторень
Тоторень, Тоторені (рум. Totoreni) — село у повіті Біхор в Румунії. Входить до складу комуни Теркая.
Село розташоване на відстані 376 км на північний захід від Бухареста, 62 км на південний схід від Ораді, 94 км на захід від Клуж-Напоки, 130 км на північний схід від Тімішоари.

## Населення
За даними перепису населення 2002 року у селі проживала 321 особа, усі — румуни. Усі жителі села рідною мовою назвали румунську.